# Îles Éparses de l'océan Indien
Les îles Éparses de l'océan Indien, couramment appelées les îles Éparses, sont de petites îles françaises de l'ouest de l'océan Indien, situées autour de Madagascar. On distingue généralement cinq entités au sein de cet ensemble éclaté : les îles Europa, Bassas da India et Juan de Nova d'une part, situées dans le canal du Mozambique ; les îles Glorieuses et Tromelin d'autre part, situées respectivement au nord et à l'est de Madagascar. Une revendication sur cet archipel, autrefois rattaché au protectorat français de Madagascar, a été émise  par Madagascar en 1973.
Depuis 2007, les îles Éparses de l'océan Indien constituent l'un des cinq districts des Terres australes et antarctiques françaises (TAAF) (avec les îles Saint-Paul et Amsterdam, l'archipel Crozet, les îles Kerguelen, et la terre Adélie) ; elles avaient auparavant le statut de « territoires résiduels de la République ». Si ces îles ne comptent aucune population civile permanente, des militaires français s'y relaient tous les quarante-cinq jours, sauf sur Tromelin, occupée par du personnel des TAAF, et Bassas da India, inhabitable.
Les îles Éparses sont partiellement revendiquées par les Comores, Madagascar et Maurice. Les revendications malgaches et mauriciennes sont toutefois nettement postérieures à leur accès à l'indépendance.

## Géographie

### Situation

Carte des îles Éparses de l'océan Indien.

Les îles Éparses de l'océan Indien sont situées :
- dans le canal du Mozambique, entre le Mozambique et Madagascar pour, du nord au sud, l’île Juan de Nova, Bassas da India et l’île Europa ;
- dans l'océan Indien et à l'ouest du cap d'Ambre (Madagascar) pour les îles Glorieuses et le banc du Geyser ;
- dans l'océan Indien et à l’est de Madagascar pour l’île Tromelin[2].

Les îles Glorieuses sont entourées par le groupe d'Aldabra (Seychelles) au nord, ainsi que l’archipel des Comores à l’ouest. L’île Tromelin est entourée au sud-sud-est par l’île de La Réunion et l’île Maurice, à l’est par l’archipel de Saint-Brandon et au nord-nord-est par l'archipel d'Agaléga.

### Topographie
| Île                            | Terres émergées | Lagon     | ZEE         | Coordonnées          |
| ------------------------------ | --------------- | --------- | ----------- | -------------------- |
| Bassas da India                | 7,49 km2        | 75,5 km2  | 123 700 km2 | 21° 28′ S, 39° 41′ E |
| Île Europa                     | 32,9 km2        | 9 km2     | 127 300 km2 | 22° 21′ S, 40° 21′ E |
| Îles Glorieuses                | 7 km2           | 29,6 km2  | 48 350 km2  | 11° 33′ S, 47° 20′ E |
| Île Juan de Nova               | 4,80 km2        |           | 61 050 km2  | 17° 03′ S, 42° 43′ E |
| Île Tromelin                   | 1 km2           |           | 280 000 km2 | 15° 53′ S, 54° 31′ E |
| Îles Éparses de l'océan Indien | 53,19 km2       | 118,4 km2 | 640 400 km2 |                      |

Les îles Éparses de l'océan Indien sont toutes d’origine corallienne, comme en témoigne leur morphologie, sous forme d’atoll pour Bassas da India, les îles Glorieuses, l’île Juan de Nova et l’île Europa, ou sous forme d'atoll surélevé pour l’île Tromelin,,,,. Leur superficie cumulée est de 44 km2, leur point culminant ne dépasse pas quelques mètres d’altitude,,,,. La plus grande des îles est Europa avec 32,9 km2 tandis que la plus petite est Tromelin 1 km2. Bassas da India se retrouve presque totalement submergée à marée haute.

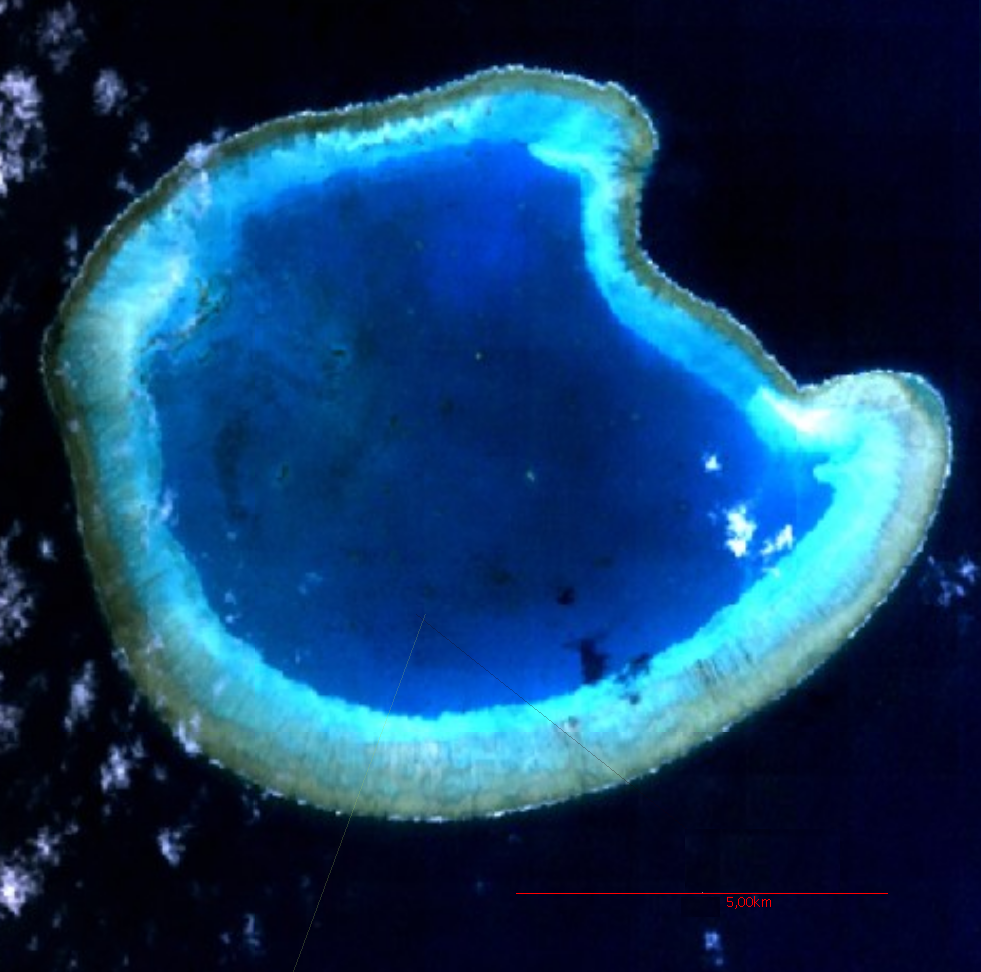
Bassas da India
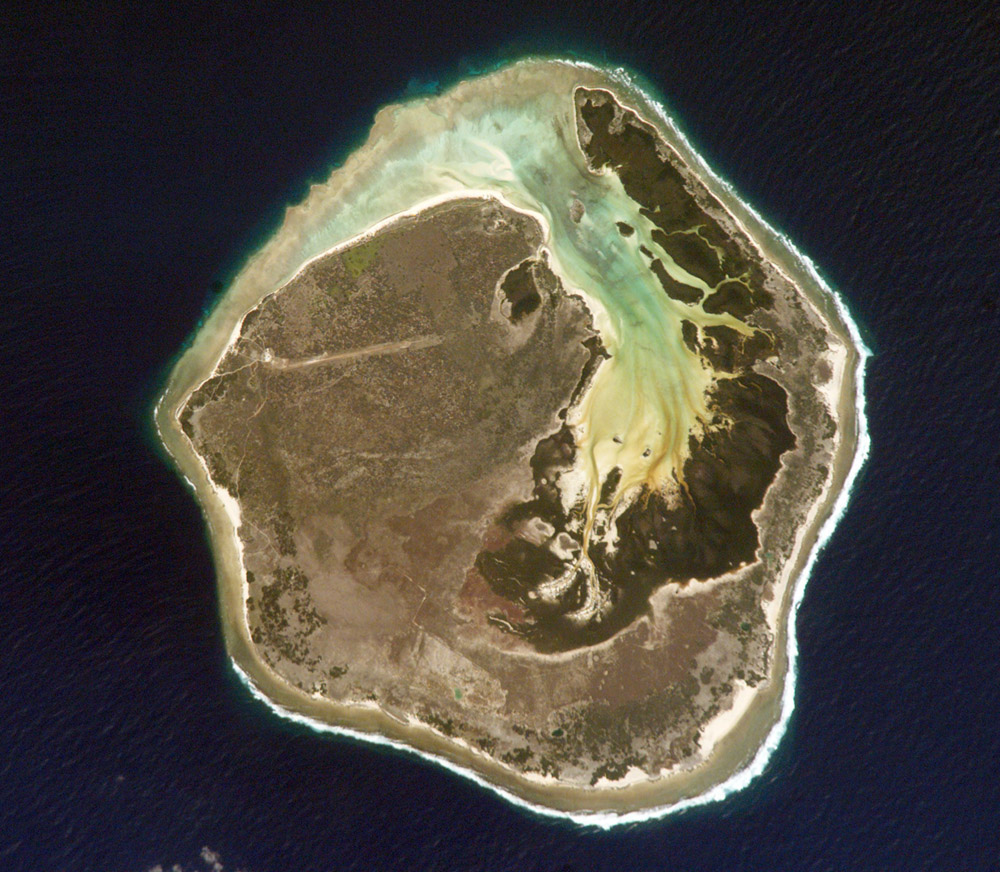
Île Europa
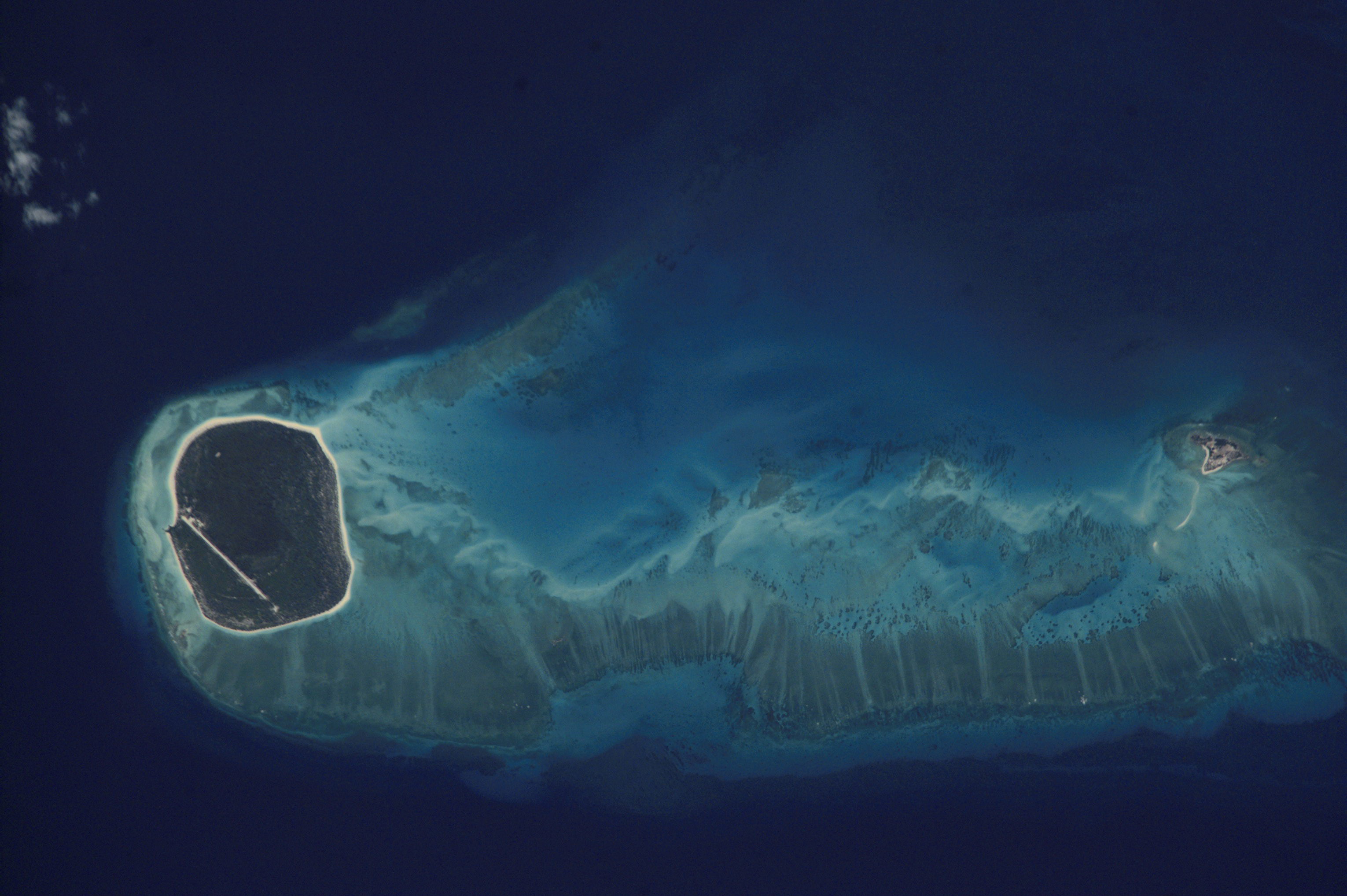
Îles Glorieuses
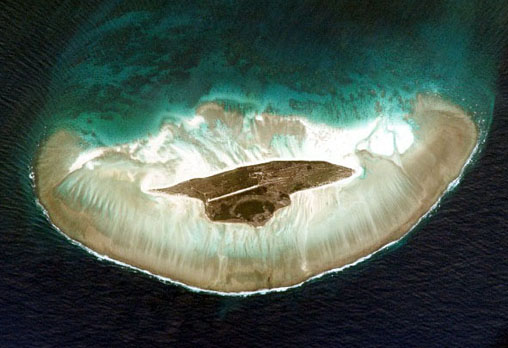
Île Juan de Nova
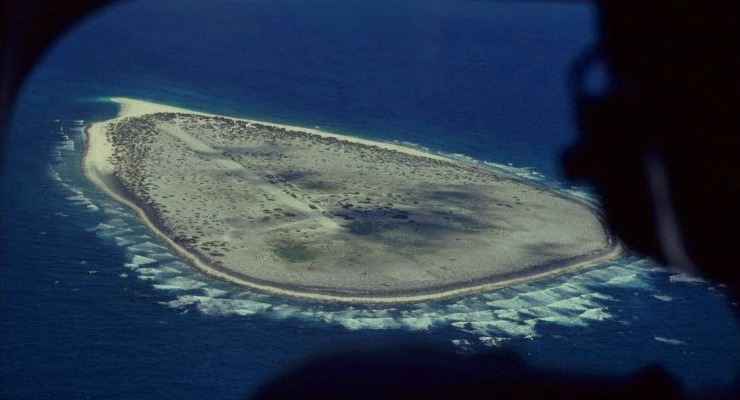
Île Tromelin

### Climat
Situées à des latitudes comprises entre 22° sud pour l’île Europa et 11° sud pour l’île du Lys des îles Glorieuses, les îles Éparses de l'océan Indien sont soumises à un climat tropical et situées sur la trajectoire des cyclones tropicaux provenant du nord-est. L’absence de relief limite toutefois les précipitations sur ces îles au regard d’une île montagneuse qui bloque les nuages.

### Faune et flore

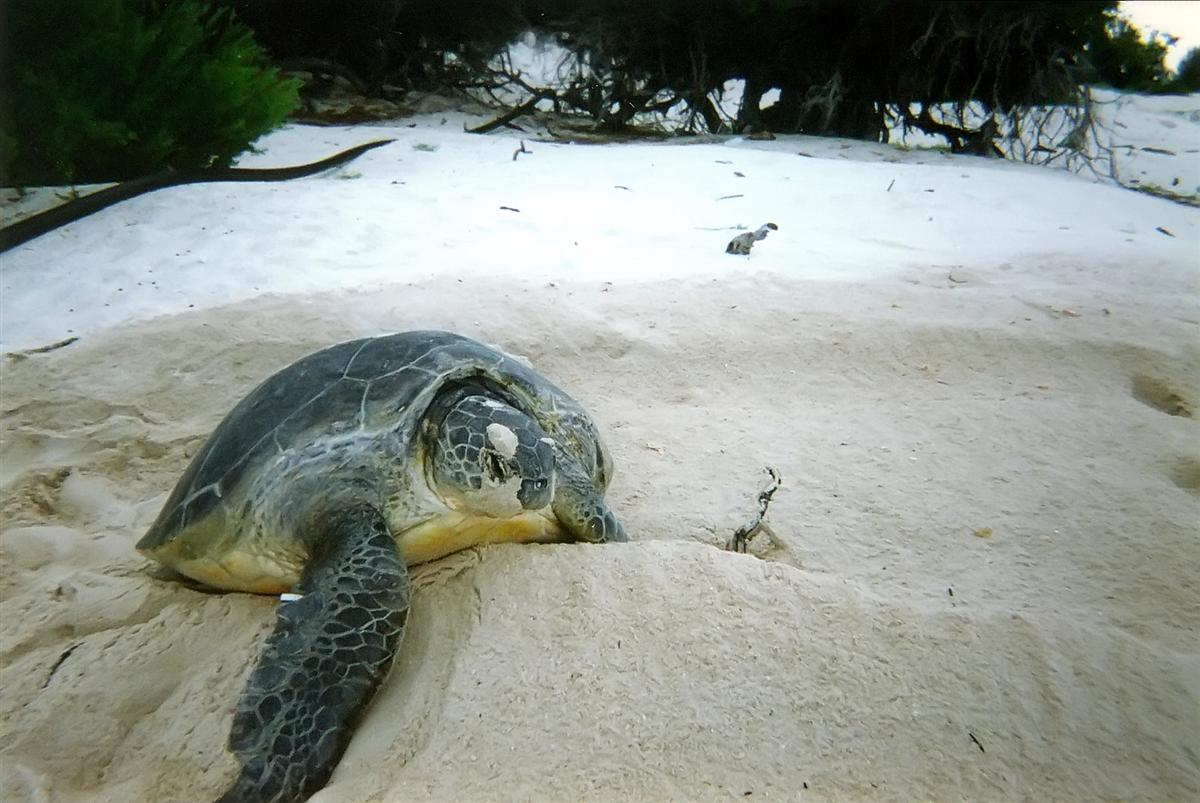
Tortue en train de pondre sur l’île Europa en 1997.

La végétation tropicale des îles Éparses de l'océan Indien est disparate d’une île à l’autre : totalement absente sur Bassas da India, elle est relativement luxuriante sur l’île Europa et sur les îles Glorieuses, avec une forêt d’euphorbes et une mangrove ; composée uniquement de cocotiers et de filaos sur l’île Juan de Nova, elle se décline en herbacées et arbustes sur l’île Tromelin. Cette végétation, relativement pauvre pour des îles situées sous les tropiques, s’explique par la nature essentiellement calcaire des sols, qui ne permet pas une bonne rétention des eaux de pluie.
La faune est en revanche très riche et diversifiée dans les îles Éparses,,,,. La faune sous-marine est notamment représentée par des coraux, qui forment les barrières coralliennes entourant chacune des îles,,,,, et des tortues de mer, venant pondre périodiquement à l’île Europa et l’île Tromelin,. L’avifaune est représentée par des colonies d’oiseaux de mer comme des frégates et des fous à l’île Europa, des sternes à l’île Europa et aux îles Glorieuses, la plus grande colonie de sternes fuligineuses de l’océan Indien et une des plus importantes au monde à l’île Juan de Nova mais aussi des flamants roses à l’île Europa. Enfin, des chèvres introduites vivent sur l’île d’Europa, qui est envahie de moustiques au coucher du soleil. L'éradication totale des rongeurs (rats…) a été menée avec succès en 2003 sur l’île du Lys et en 2005 sur Tromelin.

### Eaux territoriales et zone économique exclusive
Du fait de leur éloignement mutuel ainsi que des pays et territoires voisins, la zone économique exclusive des îles Éparses de l'océan Indien est très étendue, avec 640 400 km2 au total,,,,. L’exploitation de ses ressources halieutiques est soumise à la loi du 21 juillet 2007 s’appliquant aux Terres australes et antarctiques françaises, ce qui signifie que, dans les eaux territoriales et la zone économique exclusive, seuls les navires de pêche autorisés peuvent pratiquer leur activité.
Cependant, ces îles n'étant pas surveillées activement par des douanes, elles sont la cible répétée de flottes de braconniers seychellois et malgaches, et constituent des réserves naturelles en péril.

### Démographie
À l’exception de Bassas da India, toutes les îles sont habitées par au moins un gendarme (sauf l’île Tromelin), des météorologues et parfois des scientifiques. Europa, Glorieuse et Tromelin bénéficient en plus de la présence d'un agent de l'environnement des TAAF dont le travail est d'appliquer les mesures de suivi et de restauration de l'environnement terrestre en suivant la préconisation du PAB (Plan d'Action Biodiversité) qui est la feuille de route environnementale pour la gestion de ces îles.

## Histoire

### Découverte et premières occupations

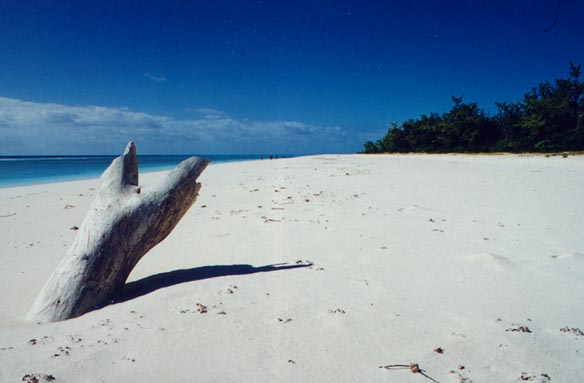
Plage sur l’île Grande Glorieuse dans les îles Glorieuses.

Les différentes îles Éparses de l'océan Indien ont vraisemblablement été toutes découvertes fortuitement par les Portugais lorsque les premiers navires marchands sur la route des Indes doublaient le cap de Bonne-Espérance. C’est le cas de l’île Europa dont l’existence était connue de la Compagnie française des Indes orientales et des Français installés à Madagascar et qui était alors utilisée comme refuge par des pirates fuyant la Marine royale française. L’île Juan de Nova était également connue des premiers navigateurs européens.
Certaines îles furent même occupées un certain temps de manière permanente, comme l'île Tromelin où furent abandonnés quatre-vingts hommes, femmes et enfants malgaches réduits en esclavage de 1761 à 1776, l’île Europa qui abritait de 1905 à 1910 deux familles réunionnaises tirant leurs revenus de l’exploitation du sisal et des écailles de tortues, l’île Juan de Nova dont le guano fut exploité de 1900 à 1968 environ ou encore les îles Glorieuses utilisées comme cocoteraie plantée vers 1912 par un Français et exploitée par des Seychellois jusqu’en 1958.
Situées autour de Madagascar et de l’archipel des Comores et non loin de La Réunion ou encore de l’île Maurice qui deviendront des colonies françaises, les îles furent peu à peu intégrées à l’empire colonial français, notamment en 1930 avec les îles Glorieuses.
À la demande de l’Organisation météorologique mondiale, la France décida en 1950 d’implanter des stations météorologiques sur ces îles placées stratégiquement sur la trajectoire des cyclones tropicaux du sud-ouest de l’océan Indien qui pouvaient toucher La Réunion, l’île Maurice, les Seychelles, Mayotte, les Comores, Madagascar et le Mozambique. Ces stations furent automatisées par la suite, à l’exception de celle de Tromelin.
La présence française dans ces îles se renforce en 1973 lorsque des détachements militaires des Forces armées de la zone sud de l'océan Indien s’installent sur l’île Europa, l’île Grande Glorieuse et l’île Juan de Nova. L’autorité sur ces îles est alors confiée à un gendarme et celle sur l’île Tromelin au chef de mission de la station météorologique. De plus, des navires de la Marine nationale et des appareils de l’Armée de l’air assurent à la fois la surveillance de la ZEE et le ravitaillement de ces garnisons et stations.

### Cadre juridique des îles Éparses

Drapeau des TAAF.

Logo des TAAF.

En 1960, le cadre juridique et territorial des îles Éparses de l'océan Indien se précise lorsqu’elles sont placées sous l’autorité du ministère des Outre-mer et sous l'administration du préfet de la Réunion. Cependant, elles ne font à l'époque partie d’aucune région, département ou collectivité territoriale. Ce statut évolue par la suite en deux étapes : le 3 janvier 2005, lorsque leur administration est transférée à l’administrateur supérieur des Terres australes et antarctiques françaises, et le 21 février 2007, lorsqu’elles deviennent le cinquième district de cette collectivité d’outre-mer de la France. Par conséquent, elles restent en dehors de l’Union européenne, ce qui signifie que le droit s’y appliquant n’est pas le droit communautaire mais celui des Terres australes et antarctiques françaises.

### Souveraineté française
En 1896, l'empire colonial français déclare que « Madagascar et les îles qui en dépendent » deviennent colonie française. Les îles Éparses de l'océan Indien deviennent alors un territoire administré depuis le protectorat de Madagascar. Mais, à la veille de l'indépendance de Madagascar (26 juin 1960), l'État français promulgue un décret détachant « nommément le récif de Tromelin, l'archipel des Glorieuses et les îlots Juan de Nova, Europa et Bassas da India du territoire de la République autonome de Madagascar » (qui fut créé le 14 octobre 1958) pour les placer sous l'autorité directe du ministre responsable de la France d'outre-mer.

Au moment de l’indépendance de Madagascar en 1960, l’intérêt géopolitique des îles Éparses de l'océan Indien est central, ces îles étant situées sur une importante route maritime permettant de relier l’Asie et le Moyen-Orient à l’Europe et l’Amérique, comportant une importante zone économique exclusive (ZEE) et pouvant servir de site d’essai nucléaire. C’est dans ce contexte que le général de Gaulle réaffirme l’importance de l’absence de prétentions de souveraineté de Madagascar sur ces îles : 

« Je mets en garde le Quai d'Orsay pour n’importe quelle emprise de Madagascar sur les îles et îlots français avoisinants. Cela ne se justifie d’aucune manière et risque d’entraîner des inconvénients. Les îles et îlots peuvent revêtir pour nous une importance réelle, notamment en ce qui concerne nos expériences atomiques. Je n’approuve donc pas qu’on introduise Madagascar en quoi que ce soit qui se passe dans ces îles, notamment en ce qui concerne la météo,. »

L'annexion n'est pas remise en cause par Madagascar avant 1973. Lors de la négociation des nouveaux accords de coopération par le président malgache Didier Ratsiraka, alors soutenu par l'URSS dans un contexte de Guerre froide, il conteste la décision française de 1960 sous prétexte qu'elle violait l'intégrité territoriale d'un pays colonial promu à l'indépendance.
La France refuse la restitution des îles, considérant que cette scission s'est effectuée avec l'accord du gouvernement malgache et du président Philibert Tsiranana. De plus, celles-ci n'ont jamais été habitées par des Malgaches.
Face aux refus français, Madagascar décide d'interpeller l'ONU. Le ministre des Affaires étrangères envoie en 1976 un télégramme au secrétaire général des Nations unies, Kurt Waldheim, pour affirmer la souveraineté de Madagascar sur les îles Éparses de l'océan Indien et en 1979 des résolutions par l'OUA, le groupe des non-alignés et l'organe plénier des Nations unies recommandent à la France de restituer les îles à Madagascar ou du moins d'entamer des négociations en vue de leur réintégration. Entre-temps, Madagascar émet des protestations, le 21 mars 1978, lors de la création d'une ZEE en février et en fera de même avec l'instauration d'une ZEE de 200 milles en 1985.
Puis, pendant un peu plus de dix ans, les îles cessent d'être activement revendiquées, jusqu'en 1999, où le sommet de la Commission de l'océan Indien propose une cogestion des îles de Tromelin et des îles Éparses de l'océan Indien par la France, Madagascar et l'île Maurice qui se conclura par la signature d'un accord entre l'île Maurice et la France en 2010. De son côté Madagascar, continue de défendre l’inaliénabilité des îles Éparses de l'océan Indien à l'image des allocutions du président Marc Ravalomanana à la tribune des Nations unies en 2006, 2007 et 2008 participant à entretenir un statu quo sur le sort de ces îles.
En mai 2019, le président de la République française, Emmanuel Macron, se montre disposé à « un dialogue pour aboutir à une solution commune » par la mise en place d'une commission mixte avec Madagascar, sans avoir recours à une juridiction internationale. Le 18 novembre 2019, deux délégations se rencontrent à Antananarivo pour engager des discussions préparatoires, dans le cadre d'une commission mixte lancée en mai 2019 par les présidents français et malgache. Le processus est censé aboutir a un accord pour juin 2020, date du 60e anniversaire de l'indépendance de Madagascar. Cependant, en janvier 2020, la république de Maurice « rejette toute revendication de souveraineté de la France sur Tromelin ainsi que sur la zone économique exclusive de l’île » et « revendique sa totale souveraineté sur Tromelin et sa zone marine ». La France réagit alors : « Les propos de l’île Maurice n’ont aucune valeur légale, car elle ignore le fait que Tromelin est un territoire français sur lequel la France a constamment exercé une totale souveraineté. » une session de négociations entre la France et Madagascar a eu lieu en novembre 2020.
Le 21 mai 2020, une soixantaine de députés malgaches appelle à une médiation de l'Union africaine et de la Communauté de développement d'Afrique australe (SADC) dans les négociations entre la France et Madagascar sur les îles Éparses. Le 26 juin 2020, les membres de la SDAC (l'Afrique du Sud, l'Angola, le Botswana, les Comores, le Lesotho, le Malawi, Maurice, le Mozambique, la Namibie, la République démocratique du Congo, les Seychelles, l'Eswatini, La Tanzanie, la Zambie et le Zimbabwe) signent un communiqué soutenant la demande d'annexion par Madagascar des îles Éparses, en faisant référence aux résolutions des ministres de l'Organisation de l'Unité africaine et de l'assemblée générale des Nations unies.
En mars 2021, lors du conseil de la Communauté de développement d'Afrique australe, les pays membres réitèrent leur soutien à la revendication de Madagascar sur les îles Éparses en présence de son ministre des Affaires étrangères, Djacoba Tehindrazanarivelo.
Les négociations prévues entre la France et Madagascar en 2020 sont reportées du fait du Covid. Elles devaient reprendre en novembre 2022 mais elles sont reportées du fait du limogeage du ministre des Affaires étrangères en raison de sa prise de position hostile à l'Invasion de l'Ukraine par la Russie.
L’accord intervenu en octobre 2024 sur la cession à l’île Maurice des îles Chagos par la Grande-Bretagne, au cœur de l’océan Indien, abritant notamment la base américaine de Diego Garcia, relance le débat à Madagascar.
En avril 2025 la France et Madagascar annoncent se réunir en juin 2025, pour trouver une solution pacifique au contentieux. Le président Emmanuel Macron dit privilégier une forme de cogestion avec Madagascar, plutôt qu'une restitution. Le 5 mai 2025, le président malgache Andry Rajoelina se dit favorable a une issue sur le contentieux sur le long terme et souhaite visiter les îles éparses. Le 30 juin 2025, une rencontre, présidée par les ministres les affaires étrangères des deux pays, Jean-Noël Barrot et Rafaravavitafika Rasata, relance les discussions sur le statut des iles. Au terme de cette réunion qui ne règle pas le différend, la partie malgache demande la restitution des iles et une indemnisation, sans qu'aucune date ne soit fixée pour une nouvelle réunion.

### Intérêt stratégique et militaire
Disséminées autour de Madagascar, principalement dans le canal du Mozambique, les îles éparses « restes de l’empire français », revêtent une importance stratégique, par l’étendue de leur zone d’intérêt économique. La France y affirme sa présence en basant de petits détachements de militaires.

### Histoire postale
En matière postale, du personnel des stations météorologiques laissaient du courrier aux avions et navires assurant le ravitaillement de l’île. Ces plis à en-tête de l’île d’origine étaient oblitérés à Madagascar. Depuis l’automatisation des stations et la diminution de la durée des missions, les plis affranchis de timbres de métropole, oblitérés à Mayotte ou à La Réunion et portant des cachets des bases sont souvent considérés comme des plis de complaisance à destination des collectionneurs.
Avec le rattachement de 2007 aux Terres australes et antarctiques françaises, les timbres de ce territoire sont utilisables dans les îles Éparses de l'océan Indien. Le 1er juin 2007, cinq timbres représentant une vue aérienne de chacune des îles sont émis par le Service des postes et télécommunications des Terres australes et antarctiques françaises.

## Politique

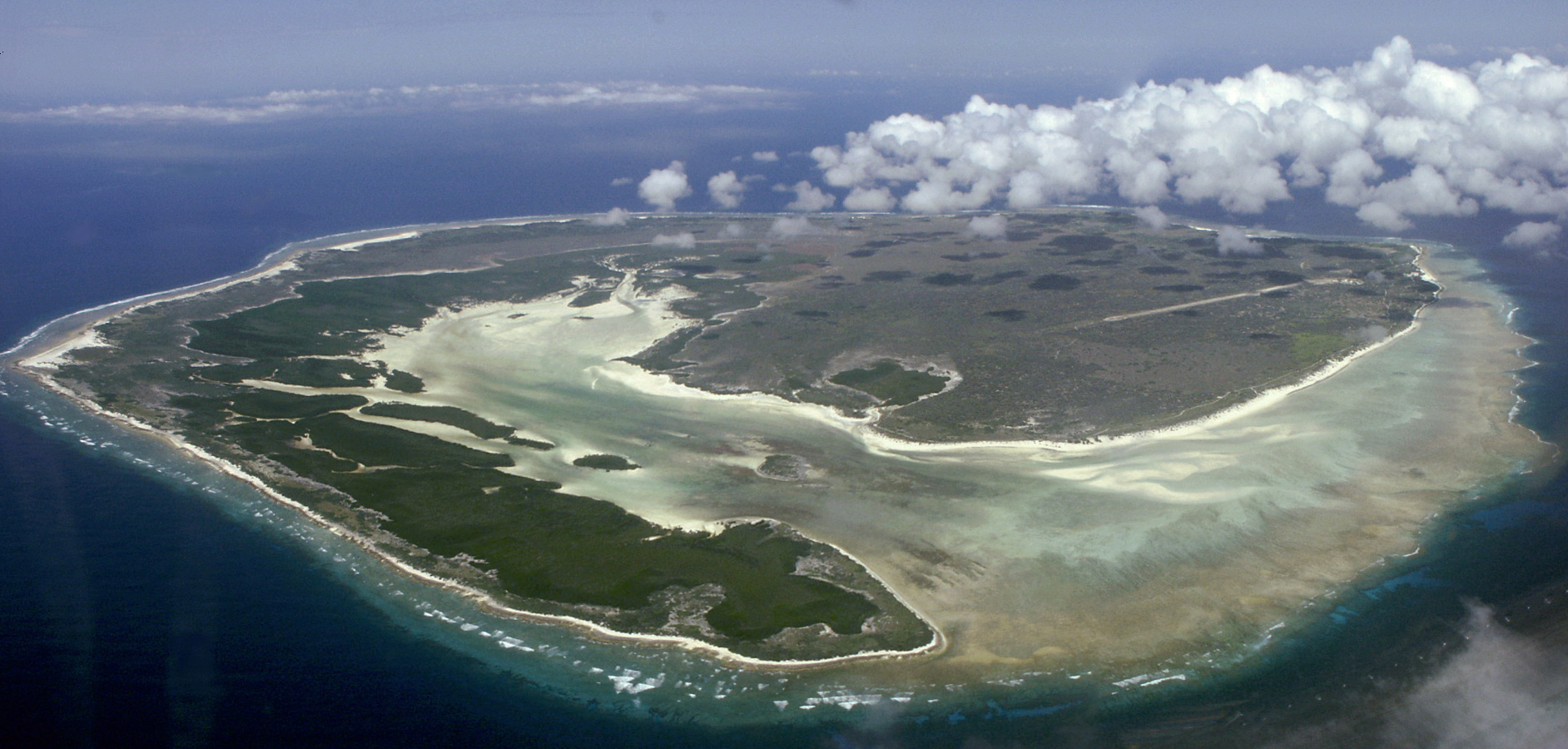
Vue aérienne de l’île Europa.

### Statut
Depuis l'arrêté du 3 janvier 2005, les îles Éparses de l'océan Indien sont placées sous l’autorité de l’administrateur supérieur des Terres australes et antarctiques françaises, basé à Saint-Pierre de La Réunion. Par ailleurs, depuis la loi 2007-224 du 21 février 2007, elles constituent le cinquième district des Terres australes et antarctiques françaises. Par conséquent, elles ne sont pas soumises au découpage communal — comme c’est le cas pour le reste de la France métropolitaine et d'outre-mer — et ne font pas partie de l’Union européenne.
L'INSEE leur attribue le code 98415.
Formant une réserve naturelle à accès restreint soumis à autorisation de l’administrateur supérieur, les îles Éparses de l'océan Indien ne peuvent être visitées par des personnes étrangères aux équipes militaires, scientifiques ou météorologiques. Les scientifiques restent, pour l'heure, les plus réguliers visiteurs des îles Éparses de l'océan Indien. L'isolement de ces îles explique leur biodiversité assez faible mais aussi le grand nombre d'animaux et de végétaux qu'on y trouve. Elles font partie des rares exemples dans le monde de sanctuaires presque inviolés par l'homme. Avec sa mangrove, l'île Europa — la plus préservée des îles Éparses —, constitue un écosystème unique. Son récif corallien, considéré comme vierge, pourrait être utilisé comme référence pour le suivi des coraux à l'échelle mondiale.

### Contentieux territoriaux
Les îles Éparses font l'objet de plusieurs revendications :
- Tromelin, découverte par la France en 1722, est revendiquée depuis 1976 par la république de Maurice, qui considère que l'île aurait dû demeurer sous souveraineté britannique à la suite du traité de Paris de 1814 ;
- dans le cadre de leur revendication de Mayotte, les Comores revendiquent la souveraineté sur les îles Glorieuses (incluant le banc du Geyser), qui étaient rattachées à Mayotte avant que les Comores ne soient administrées depuis la colonie de Madagascar et dépendances ;
- depuis 1973, Madagascar revendique les îles Europa, Bassas da India et Juan de Nova, ainsi que le banc du Geyser[22].

Concernant les trois îles du canal du Mozambique (Europa, Bassas da India et Juan de Nova), la revendication de l’État malgache portée devant l'ONU en décembre 1979 a amené cette dernière à adopter la résolution 34/91, « invitant le Gouvernement français à entamer sans plus tarder des négociations avec le Gouvernement malgache en vue de la réintégration des îles précitées qui ont été séparées arbitrairement de Madagascar ». En effet, juste avant l'accession de Madagascar à l'indépendance en 1960, ces îles en ont été séparées par un décret du Gouvernement français. La même résolution de l’assemblée générale de l’ONU reconnaît que cette séparation est constitutive d'une violation du principe de respect de l'intégrité territoriale et de la souveraineté de l’État malgache.
L’année suivante, faute d’exécution de la résolution de 1979, la même assemblée demande au Gouvernement français d’entamer d’urgence avec le Gouvernement malgache des négociations en vue de trouver une solution conforme aux buts et principes de la Charte des Nations unies.
Le contentieux est exacerbé depuis le début du XXIe siècle par la présence supposée d'importants gisements de pétrole (estimés à plus de 10 années de consommation française) sur l'île Juan de Nova et les demandes d'extension des permis d'exploration par les sociétés Sapetro (Nigéria) et Marex Petroleum (États-Unis) étaient restées longtemps en attente de signature de la part du gouvernement français. Sur injonction du tribunal administratif de Saint-Denis de La Réunion, saisie par les deux sociétés, l’État français a été condamné à signer ces extensions en octobre 2015.

### Mise en valeur
Un arrêté du 23 mai 2005 autorise des prospections préalables d'hydrocarbures liquides ou gazeux portant sur le sous-sol marin (offshore). L'autorisation dite « APP de Juan de Nova maritime » porte sur une superficie de « 62 000 kilomètres carrés environ », au large de l'île Juan de Nova.
Cet environnement marin est fragile,,,, notamment pour ce qui concerne les récifs coralliens. Les écosystèmes de certaines îles ont déjà été dégradés par l'introduction d’espèces exotiques devenues envahissantes,, mais ils sont encore épargnés par l’eutrophisation induite dans d’autres îles par l’agriculture et l’urbanisation. Dans le contexte du dérèglement climatique, ces îles plates et basses sont vulnérables à la montée de la mer et à l'acidification des océans, et depuis 2003, d'ailleurs intégrées dans le « Réseau de surveillance des littoraux face au changement climatique en milieu insulaire tropical ».
Certains enjeux économiques pourraient donc ici s'opposer aux enjeux environnementaux, par exemple parce que ces hydrocarbures, s'ils existent, ne pourront être accessibles qu'à des coûts élevés, et avec des risques de pollution liés au forage offshore, tout en contribuant à la poursuite des émissions de gaz à effet de serre  ayant le carbone fossile comme principale origine,.
Le 23 octobre 2019, en visite à l'île Grande Glorieuse, le président de la République, Emmanuel Macron, annonce le classement en réserve naturelle de l'île et, à terme, l'extension de ce statut à tout le territoire des îles Éparses. La réserve naturelle nationale de l'archipel des Glorieuses est créée le 8 juin 2021.

## Dans la culture
Vers les îles Éparses est un récit d'Olivier Rolin de 2025 dans lequel l'auteur relate son voyage maritime à l'approche des îles, mêlant descriptions et réflexions.